# Abby Dahlkemper
Abigail Lynn Dahlkemper (Lancaster, 13 de maio de 1993) é uma futebolista estadunidense que atua como zagueira. Atualmente joga pelo San Diego Wave.

## Carreira
Em 2013, Dahlkemper assinou com o Pali Blues na W-League. A equipe ganhou o título da conferência ocidental, bem como o campeonato nacional em julho de 2013. No mesmo ano, representou a seleção nacional de futebol feminino sub-23 dos Estados Unidos no Torneio das Quatro Nações.

## Títulos
Western New York Flash
- NWSL Champions: 2016

North Carolina Courage
- NWSL Champions: 2018, 2019
- NWSL Shield: 2017, 2018, 2019

Estados Unidos
- Campeonato Feminino: 2018
- Torneio das Nações: 2018
- SheBelieves Cup: 2018, 2020, 2021
- Copa do Mundo: 2019
- Jogos Olímpicos: 2020 (medalha de bronze)